# Шмидт, Николай Рейнгольдович
Николай Рейнгольдович Шмидт (31 октября 1906, Киев — 26 августа 1942, Ташкент) — советский радиоинженер,  радиолюбитель, работник органов связи, известный тем, что первым в мире поймал на самодельный коротковолновый одноламповый приёмник сигнал бедствия от экипажа дирижабля «Италия», потерпевшего катастрофу в Арктике (1928).

## Биография

### Детство
В 1920 году, учась в школе во Владивостоке, увлёкся радиотехникой и в 14-летнем возрасте собрал свой первый искровой радиопередатчик. Опыты подростка с радиопередатчиком вызвали подозрения в шпионаже у представителей японских оккупационных войск: передатчик был реквизирован, а Николай Шмидт временно прекратил свои радиотехнические опыты.

### Юность
В 1924 году, находясь в Нижнем Новгороде, Шмидт продолжил работы по конструированию приёмно-передающих радиоустройств. С 1925 года работал киномехаником — сначала в селе Заветлужье (ныне в составе Петрецовского сельского поселения), затем в посёлке Вохма Северо-Двинской губернии. С 1924 по 1928 год им «было сконструировано множество разных приёмников, главным образом с двухсеточными лампами низких анодных напряжений».
3 июня 1928 года первым в мире, из посёлка Вохма, поймал на самодельный коротковолновый одноламповый приёмник сигнал бедствия от экипажа дирижабля «Италия», потерпевшего катастрофу в Арктике. Как участник спасения итальянцев награждён именными золотыми часами, памятным знаком Центрального совета ОСОАВИАХИМа и грамотой Общества друзей радио.
Позже работал в Наркомате связи СССР, на научно-испытательной станции Наркомата связи Узбекской ССР, в Узбекском управлении связи.

### Арест и гибель
В декабре 1941 года арестован по обвинению в антисоветской агитации и шпионаже. Обвинение основывалось на том, что дома у Шмидта были обнаружены радиоаппаратура и компоненты приёмников и передатчиков (после начала войны гражданам было предписано их сдать), а также некоторые закрытые документы наркомата связи. Кроме того, в вину ему вменили критические высказывания о кадровой политике правительства.
Постановлением Особого совещания при HКВД СССР от 1 августа 1942 года за антисоветскую агитацию он был приговорён к расстрелу (что касается обвинения в шпионаже, то уголовное расследование по данному факту было прекращено за недоказанностью). Шмидт был расстрелян 26 августа того же года, посмертно реабилитирован 12 августа 1984 года.

## В кино
В советско-итальянском фильме «Красная палатка» (1969) роль Николая Шмидта сыграл Николай Иванов. На момент выхода фильма Николай Шмидт ещё не был реабилитирован.